# Loud (album Rihanny)
Loud – piąty album studyjny barbadoskiej piosenkarki R&B Rihanny. Płyta została wydana po raz pierwszy 12 listopada 2010 roku przez wytwórnię Def Jam Recordings, lecz z nieznanych przyczyn jej wydanie zostało przesunięte na 19 listopada. Album został całkowicie zmieniony, niż wydany rok wcześniej Rated R, na którym poruszane są mroczne tematy w połączeniu z hip hopem, rockiem i dubstepem. Loud skupia się na szybszym tempie muzycznym, począwszy od dance-popu aż do electro-R&B i nawiązuje do dancehallu, znanego z Music of the Sun i A Girl Like Me, jednocześnie włączając rock do „California King Bed” i reggae inspirowane karaibskim nurtem do „Man Down”.
Utwory na płytę były nagrywane od lutego, częściowo w trakcie ostatnich dni trasy koncertowej Last Girl on Earth Tour i podczas kręcenia pierwszych scen do pierwszego filmu z udziałem Rihanny, zatytułowanego Battleship: Bitwa o Ziemię (2012). Nad płytą pracowali tacy producenci jak: StarGate, The Runners, Polow da Don, Tricky Stewart i Alex da Kid. Na płycie gościnnie wokalu użyczył Drake, Nicki Minaj i Eminem, który to zaśpiewał z Rihanną „Love the Way You Lie” tyle, że na płycie w utworze „Love the Way You Lie (Part II)”, Rihanna pełni funkcję wokalu prowadzącego. Britney Spears znalazła się na remiksie do „S&M”, którego nie posiada wersja albumowa.
Loud uzyskał pozytywne recenzje, za optymistyczny materiał i wokal Rihanny. Album znalazł się na pierwszej pozycji zarówno w Kanadzie, jak i Szwajcarii. W Ameryce trafił na miejsce trzecie, ze sprzedażą 207 000 kopii, co dało rekord w liczbie kupionych egzemplarzy Rihanny w pierwszym tygodniu po wydaniu. Wielkiej Brytanii album wspiął się na szczyt notowania, a ponadto pięciokrotnie pokrył się platyną i został okrzyknięty czwartym najlepszym albumem z 2010 roku w tym kraju.
Z płyty wydano siedem singli, w tym międzynarodowy hit „Only Girl (In the World)”, „What’s My Name?”, które wspięły się na szczyt UK Singles Chart oraz „S&M”, który w Wielkiej Brytanii osiągnął pozycję trzecią. Wszystkie trzy single osiągnęły pozycję pierwszą notowania Billboard Hot 100, z czego „S&M” stał się dziesiątym hitem Rihanny na tej liście, gdzie Rihanna jest najmłodszą artystką, która w najkrótszym czasie zgromadziła najwięcej singli numer jeden w Ameryce, pobijając tym samym rekord Mariah Carey. „Raining Men” i „Man Down” zostały wydane za pośrednictwem radia, z czego ten drugi wydano w Europie w formacie digital download. „California King Bed” czwarty singel z płyty, który osiągnął pozycję w pierwszej dziesiątce w trzynastu krajach świata, w tym pierwszą w Polsce oraz czwartą w Australii i Nowej Zelandii. „Man Down” trafiło na pierwsze miejsce we Francji i pięćdziesiąte dziewiąte w Ameryce, natomiast „Cheers (Drink to That)”, szósty singiel z płyty na pozycję siódmą Hot 100. „Only Girl (In the World)” otrzymało statuetkę na Grammy Awards za Najlepszy singel Dance. W celu promocji wydawnictwa Rihanna rozpoczęła swoją czwartą, a trzecią światową trasę koncertową zatytułowaną Loud Tour, podczas której dziesięć razy wystąpiła na londyńskiej arenie O2. 30 listopada 2011 roku album został nominowany do nagrody Grammy, w kategorii Album roku.

## Tło i nagrywanie

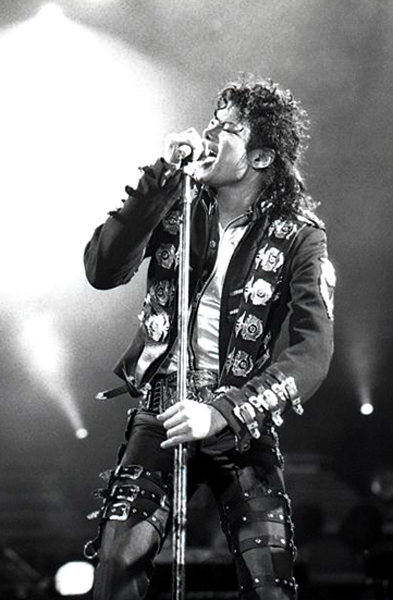
Bu Thiam, wiceprezydent wytwórni Def Jam, powiedział, że Loud była inspirowane Thrillerem Michaela Jacksona

W wywiadzie dla MTV, Ne-Yo, jeden z producentów pracujących nad Rated R wyjawił, że „nie pisze tekstów dla Rihanny o Brownie, ale to normalne, że Rihanna chce wydać bardziej mroczny album”. Wydawnictwo okazało się sukcesem, z którego to wydano aż pięć singli, w tym międzynarodowy „Rude Boy”. Prawie po pół roku od wydania czwartego, mrocznego albumu Rated R ogłoszono, że Rihanna pracuje nad kolejnym, piątym już albumem. Piosenkarka wyjawiła, że jej nowe wydawnictwo będzie „bardziej energiczne” i znacznie będzie się różniło od poprzednich. Erik Hermansen z norweskiej grupy producentów StarGate, powiedział o koncepcji albumu: „Rihanna przyjechała do nas, zanim rozpoczęła nagranie „Only Girl (In the World)” i powiedziała: Czuję się świetnie. Chcę wrócić do zabawy, chcę uszczęśliwiać i nagrywać szybkie rekordy”. Sean Garrett porównał dźwięk nowych utworów do „Umbrelli” i „Rude Boy”. w wywiadzie dla MTV, prezes Def Jam porównał nadchodzący album do Thrillera Michaela Jacksona, mówiąc:
„Rihanna jest w wielkich przygotowaniach. Staram się ją pchać tam, gdzie każda piosenka będzie hitem od jednego do 12 lat. Mówię NIE wypełniaczom albumu. Nasz album jest Thrillerem Michaela Jacksona”.
Prace nad albumem zostały rozpoczęte w lutym 2010 roku i trwały przez sześć miesięcy, częściowo w trakcie ostatnich dni trasy Last Girl on Earth Tour, podczas kręcenia pierwszych scen do filmu Battleship: Bitwa o Ziemię, aż do sierpnia 2010 roku. Nagrywanie odbywało się w studiu: Burst HQ w Milwaukee, w stanie Wisconsin, w Cahuenga Pass Studio, Larrabee Sound Studios, The Village, Westlake Recording Studios i East West Studios w Los Angeles, w stanie Kalifornia, w Effigy Studios, Electric Lady Recording Studios, Platinum Sound Recording Studios i w Roc the Mic Studios w Nowym Jorku, w stanie Nowy Jork, w Glenwood Studios w Burbank, w stanie Kalifornia, w No Excuses Recording Studios w Santa Monica, w stanie Kalifornia, w The Hit Factory i w We the Best Studios w Miami, w stanie Floryda, w Studio at the Palms w Las Vegas, w stanie Nevada i w The Bunker Studios w Paryżu, we Francji. Nad albumem pracowało wielu producentów i artystów, m.in. Taio Cruz, Alex da Kid, Sean Garret, Ne-Yo, Rico Love, Timbaland, Shontelle, David Guetta i Drake. Rihanna i L.A. Reid zebrali grupę producentów muzycznych i kompozytorów w kilku studiach nagraniowych w Los Angeles na dwa tygodnie, żeby napisali dla niej i wykończyli około 200 utworów, z czego jedenaście z nich trafiło na album. Utwór „DJ Got Us Fallin’ in Love” był pierwotnie napisany dla Rihanny, ale ostatecznie wysłano go do Ushera. O „What’s My Name?”, Rihanna czuła, że Drake jest prawdziwą osobą, która może zrozumieć melodię piosenki i osobiście zaprosił go do pracy nad utworem. Piosenka pierwotnie miała znaleźć się w wersji zremiksowanej na albumie, ale ostatecznie wybrano oryginał. Podczas chatu z nią na oficjalnym stronie poświęconej fanom Rihannadaily.com, Rihanna wypowiedziała się na temat skończonego albumu:
„Jestem dumna z ery Rated R, ale nic nie równa się z tym co zrobiłam teraz!”, wyjawiła Rihanna, dodając: „Nie cofam się z moją muzyką. Zawsze bronicie mnie, więc teraz mam kilka świetnych piosenek. Nie chciałam iść w ślady Good Girl Gone Bad, chciałam kolejny krok w ewolucji Rihanny i jest idealny dla nas”.
Oprócz informacji potwierdzającej zakończenie albumu na chacie, Rihanna wypowiedziała się, że album będzie nosił nazwę Loud, mówiąc: „Bądźmy wszyscy Loud, bądźmy szaleni, bądźmy podekscytowani, ponieważ jestem napompowana. Zamierzam być sobą, ponieważ to, co faceci kochają najbardziej, to właśnie sprawia, że czuję się najlepiej. To jest po prostu normalne, normalna jest dla mnie Loud! Impertynencja, zabawa, flirty, energia”. Podczas kręcenia scen do filmu Battleship: Bitwa o Ziemię, w wywiadzie dla Entertainment Tonight Rihanna wyjaśniła: ‘Loud jest słowem, nazwą albumu z pewnością odzwierciedlającą postawę w tym, co naprawdę bezczelne i flirtujące i przykuwa uwagę i dlatego lubię to. To bardzo interesujące, więc będzie to kolorowy album’.

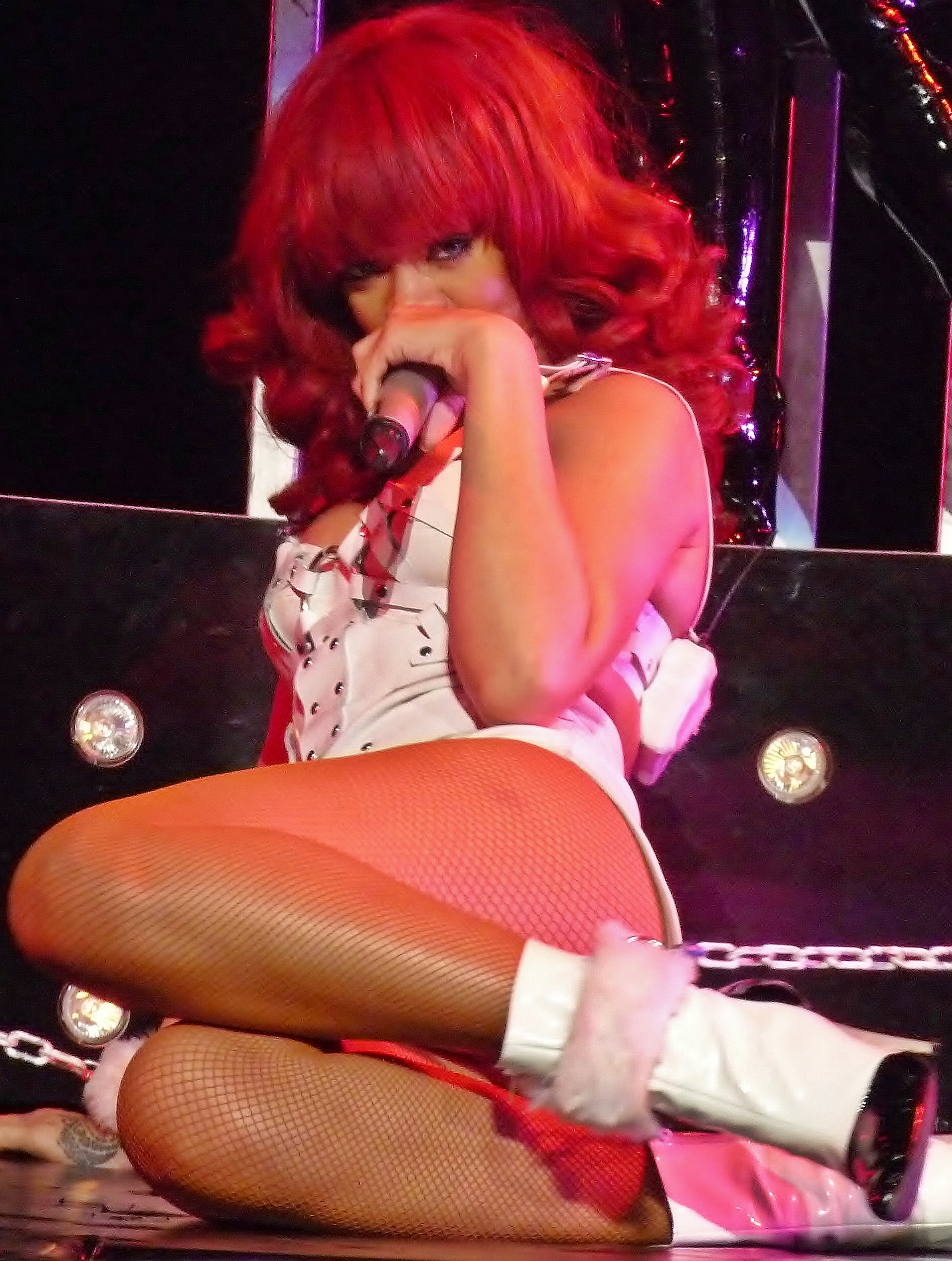
Rihanna w „S&M” podczas Loud Tour

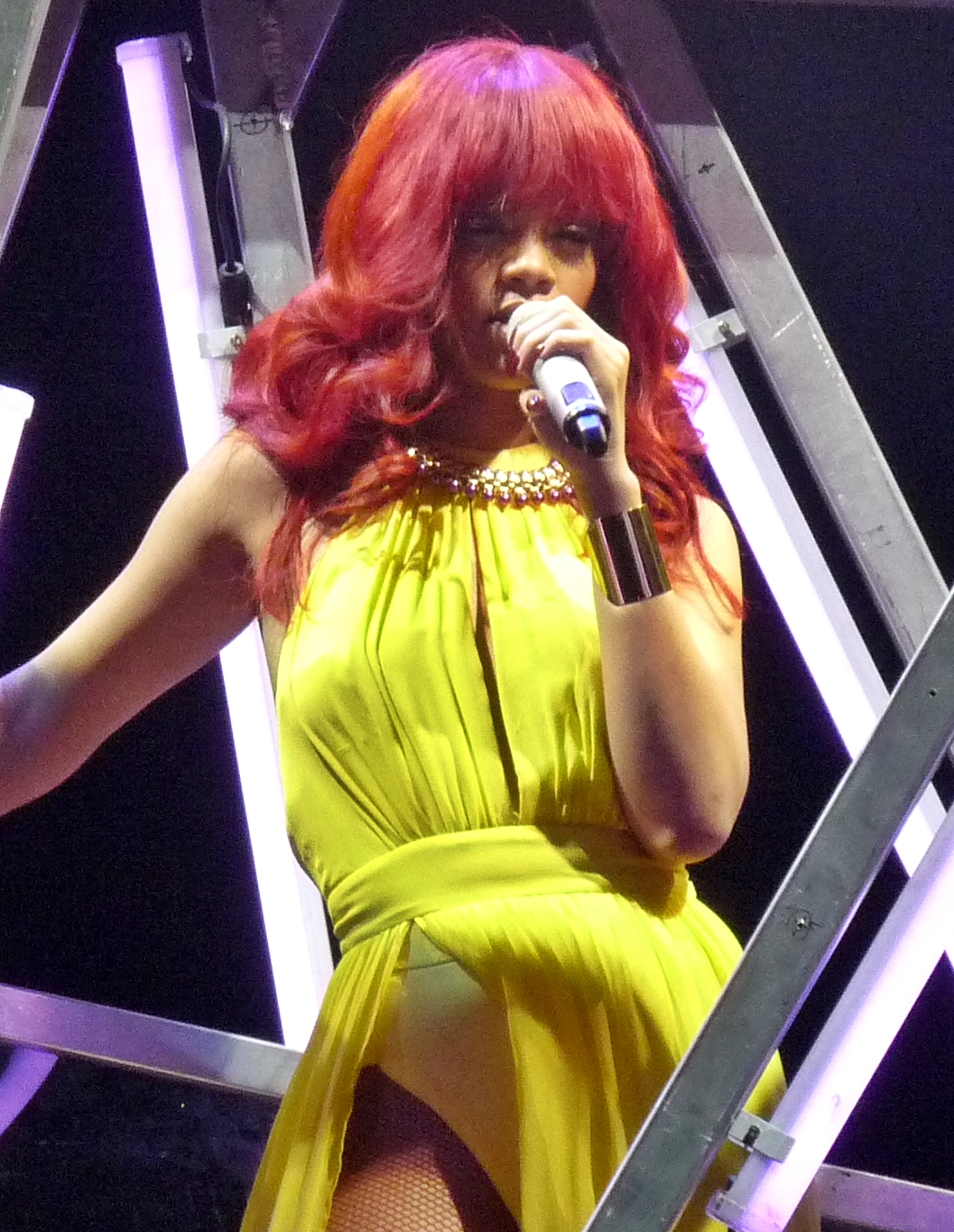
Rihanna w „California King Bed”

## Kompozycje

### Wpływ i dźwięk
Muzycznie, Loud zawiera szybkie tempo, począwszy dance-popu aż do electro-R&B i nawiązuje do dancehallu, znanych z Music of the Sun(2005) i A Girl Like Me (2006). W wywiadzie dla MTV, Rihanna wypowiedziała się: „Chciałam utworów, które byłyby tylko Rihanny, których nikt nie może utworzyć. Nie chciałam typowej płyty pop jak Kesha, Lady Gaga, czy Katy Perry, którą mogę po prostu zrobić i nad nią pracować. Chciałam utworów lub piosenek, które byłyby tylko piosenkami Rihanny, które tylko ja mogłam zrobić, żeby miały trochę zachodnio indiańskiego klimatu, pewnego tonu, pewnego tonu i pewnej energii”. Rihanna podczas promocji Loud powiedziała, że „dużo muzyki rodzi się z frustracji”, dodała także „gdy idziesz do klubu i musisz słuchać złej muzyki powracasz do alkoholu wysokoprocentowego ponieważ chcesz dobrze się bawić. Nienawidzę przejść do [następnej] piosenki. Chciałam stworzyć album, który po prostu można grać”.

### Piosenki i teksty
„S&M” to utwór otwierający album to, piosenka z gatunku eurodance, wyprodukowana przez norweską grupę StarGate i Sandy Vee. Utwór przypomina „Master and Servant” z 1984 roku, zespołu Depeche Mode, a lirycznie nawiązuje do sadomasochizmu. Andy Kellman z AllMusic pochwalił utwór za jako jeden z najlepszych na Loud, gdzie „Rihanna jest zabawna i złowroga zarazem”, napisał też, że nie jest jednak tak dobry jak poprzedni singiel „Rude Boy”. James Skinner z BBC Music skrytykował piosenkę za sadomasochizm, który nie jest synonimem zalotności, a który Rihanna próbuje stworzyć. „What’s My Name?” zostało wyprodukowane przez StarGate i zawiera gościnny wokal kanadyjskiego rapera o pseudonimie Drake. Singiel utrzymany jest w średnim tempie i zawiera w pływy z electro i R&B i jest powrotem Rihanny do „Island-popu”, gatunku muzycznego za czasów początku kariery wokalistki, gdzie występuje ciężkie reggae. Megan Vick z Billboard skomentowała utwór słowami: „What’s My Name?” jest wspólnym wysiłkiem, gdzie Rihanna jest właścicielką utworu i dostarcza bardziej profesjonalną wersję swojej osobowości”. „Cheers (Drink to That)” wyprodukowała hip hopowa grupa producentów The Runners. Mark Savage z BBC News określił piosenkę jako „zabawną w sam raz na nocny wypad za miasto”, którą Rihanna dedykuje „...wszystkim alkoholikom na świecie”. Utwór zawiera sample z „I’m with You” Avril Lavigne. „Only Girl (In the World)”, czyli pierwszy singiel promujący wydawnictwo, a trzeci wyprodukowany przez StarGate. Utwór jest z pogranicza dancepopu i eurodancu. Brat Wete, reporter Entertainment Weekly określi głos Rihanny jako „...uwodzicielski”, „silniejszy i bardziej seksowny” od jej singla z 2007 roku „Don’t Stop the Music”. „California King Bed” jest rockową balladą. Ryan Dombell z Pitchfork Media porównał piosenkę do „I Don’t Want to Miss a Thing” (zespołu Aerosmith stworzoną na potrzeby filmu Armageddon). Utwór stworzyła grupa The Runners. „Man Down” wyprodukował Shama Joseph. Jon Pareless z New York Times zauważył, że w piosence Rihanna używa zachodnio indiańskiego akcentu, a całość opowiada o zastrzeleniu przez wokalistkę mężczyzny na dworcu głównym. „Raining Men” zawiera gościnny udział artystki urodzonej na Trynidadzie Nicki Minaj, którą wyprodukował Mel & Mus. AllMusic ocenił piosenkę jako najsłabszy punkt na płycie, który brzmi jak niedokończony. Rihanna opisała piosenkę, słowami: „To naprawdę zabawna piosenka, nie taka jaki był oryginał. Jest śmieszna, a zarazem dziwaczna”. „Complicated” wyprodukowali Tricky Stewart i Ester Dean. Leah Greenblatt z Entertainment Weekly skomentowała piosenkę: „Nawet gdy mówi krnąbrnemu mężczyźnie, jak trudno go kochać, brzmi niemal pogodnie, a jej nowo rozbudowany wokal chętnie dostosowuje się do wysokich house’owych beatów”. „Love the Way You Lie (Part II)” to następna część światowego hitu „Love the Way You Lie” z gościnnym udziałem Eminema, którą wyprodukował Alex da Kid. W piosence tej Rihanna tym razem pełni funkcję głównego wokalu, a całość przedstawiona jest z kobiecej perspektywy, nie jak w oryginale z męskiej.

## Odbiór

### Sukces komercyjny
Album zadebiutował na pozycji trzeciej Billboard 200, ze sprzedażą 207 tys. kopii w pierwszym tygodniu. Płyta jest obecnie najlepiej sprzedającym się albumem w karierze artystki.
Loud znalazł się na pozycji w pierwszej dziesiątce na większości rynków muzycznych. We Francji album znalazł się na pozycji trzeciej notowania SNEP, ze sprzedażą 17 304 kopii, natomiast Rated R znalazł się na pozycji 10. listy w poprzedzającym roku. Loud zadebiutował na pozycji pierwszej w Kanadzie ze sprzedażą 27 tys. egzemplarzy w pierwszym tygodniu, stając się najlepiej kupowanym albumem Rihanny w tym kraju. W Australii płyta znalazła się na pozycji trzeciej, ze sprzedażą 11 280 kopii. W notowaniu United World Chart, podsumowującym sprzedaż albumów w 2011 roku, album zajął 5. miejsce ze sprzedażą 3,4 miliona egzemplarzy.

### Opinie krytyków
| Oceny łączne              | Oceny łączne |
| Publikacja                | Ocena        |
| ------------------------- | ------------ |
| Album of the Year         | 64/100       |
| AnyDecentMusic?           | 6.2/10       |
| Metacritic                | 67/100       |
| Recenzje                  |              |
| Publikacja                | Ocena        |
| AllMusic                  | [ 22 ]       |
| The A.V. Club             | B-           |
| Consequence of Sound      | B-           |
| Entertainment Weekly      | A?           |
| HipHopDX                  | 3.5/5        |
| The Independent           | [ 55 ]       |
| Los Angeles Times         | [ 56 ]       |
| musicOMH                  | [ 57 ]       |
| NME                       | [ 58 ]       |
| No Ripcord                | 6/10         |
| NOW Magazine              | [ a ] [ 60 ] |
| Pitchfork                 | 7.6/10       |
| PopMatters                | 5/10         |
| Rolling Stone             | [ 62 ]       |
| Slant Magazine            | [ 63 ]       |
| Spin                      | 8/10         |
| Sputnikmusic              | 3.5/5        |
| The Sydney Morning Herald | [ 66 ]       |
| The Telegraph             | [ 67 ]       |
| USA Today                 | [ 68 ]       |

Album uzyskał pozytywne recenzje od większości krytyków. Metacritic przydzielił notę 67 na 100, na podstawie 22 recenzji z komentarzem: „ogólnie przychylne recenzje”.
Jon Pareles z The New York Times napisał: „piosenki, wszystkie napisane dla niej, mówią o zalotach, rozpadach w relacjach towarzyskich i przyjemnościach tylko dla dorosłych, są również umiejscowione w syntetycznym, wirtualnym świecie „radiowego popu”. Rihanna jest wyraźnie zdaje sobie sprawę z konkurencji ze strony Lady Gagi, The Black Eyed Peas oraz Ke$hy i dlatego stara się dotrzymywać im kroku. Nawet przez tzw. procesor dźwięku (syntezator), jej głos utrzymany jest w takiej pikanterii indywidualności”.
Recenzent Jim Farber z New York Daily News wyraził się na temat albumu słowami: „nowa płyta Rihanny jest porywającym obaleniem jej poprzedniego albumu „Rated R”. W przypadku tej płyty, rozmyślano o mrocznych rytmach i poważnych wypowiedziach. Loud flirtuje i dumnie prezentuje radość. w każdym razie „R” brzmiało silnie i jednocześnie nieśmiało, nowy album wydaje się być prostym i dostępnym”.
Leah Greenblatt z Entertainment Weekly stwierdziła, że Rihanna pokazuje, że „niepokonana przez najgorsze okoliczności - i znajdująca odkupienie w dokładnie takim rodzaju popowej nirwany, która uczyniła ją sławną w pierwszej kolejności”. James Reed z The Boston Globe napisał, że „płyta to niepohamowany powrót Rihanny na parkiet”. Stwierdził też, że „pozwala ona uwolnić siebie od dna, dzięki niej i jej 11 utworom”.
Stacey Anderson z magazynu Spin pochwaliła Rihannę za „pełne, zdrowe prawo do jej seksualności” i napisał, że album „oferuje kobiecość na równi z najlepszymi- Beyoncé i Shakirą”. James Skinner z BBC Online nazwał album „błyskotliwym i rozentuzjazmowanym chwilami” oraz pochwalił śpiew Rihanny. Genevieve Koski z The A.V. Club wydała pozytywną recenzję z oceną B- za zdolność Rihanny „do robienia dźwięku orzeźwionego, dostarczającego charyzmatycznie, wokalnie przedstawionego materiału, którego nie mają wszyscy”.
August Brown z Los Angeles Times nazwał płytę „cholernie-bezczelną”. Thomas Conner z Chicago Sun-Times wyraził się, że „uroczysta atmosfera [na płycie] jest bardziej doświadczona, niż ponura Rated R”. Steve Jones z USA Today zrecenzował „podenerwowana muzyka, która jest oparta mocno w kierunku tańca i dźwięków wyspiarskich pasuje dobrze do niespełnionych romantyków, zażywających wiecznej błogości”. Ryan Dombal z Pitchfork Media pochwalił „musujący pop” i „jej nastawienie liberalistyczne w kierunku robienia hitów”.
Andy Kellman z AllMusic dał 3 gwiazdki na 5, określając album jako „niedbały” i „nierówny”, a piosenki jako „niezjednoczone ze sobą”. Daniel Brockman z The Phoenix na 4 możliwe gwiazdki dał 2 twierdząc, że: „choćby z tego względu, że album jest głośny stylistycznie, to nie oznacza, że można usłyszeć więcej”. Chris Richards z The Washington Post zrecenzował: „ten album sprawia, że zastanawiam się czy Rihanna kiedykolwiek żyła gdzieś indziej niż na scenie i przed mikrofonem. jest we wszystkim technicznie precyzyjna i potrafi użyczyć swojego sukcesu ogromnej liczbie fanów, bazując na znalezieniu nieodpartej dokładności”. Andy Gill z The Independent napisał, że „im więcej ciekawych utworów tym mniejsze żądania w stosunku do wrażliwości”, natomiast Sal Cinquemani ze Slant Magazine: „piosenkarka nie objęła – lub nie wykorzystała, zależy jak na to spojrzeć– jej karaibskich korzeni tak bardzo odkąd zadebiutowała na scenie. Po wysłuchaniu całego albumu, jej „głośne” czerwone włosy i kwieciste wzory sukienek sprawiają, że to wszystko nabiera jeszcze większego sensu”. Reporter z The Observer wyraził się o płycie: „opisany przez barbadoską divę, jako „kolejny krok w ewolucji Rihanny”, piąty album dokładniej potwierdza dobry czas na powrót piosenkarki, po zeszłorocznym mrocznym, silnie gniewnym Rated R”. Melissa Maerz z Rolling Stone nazwała Rihannę „spokojną”, stwierdzając: „może dobra dziewczyna stająca się zła jest coraz lepsza?”

## Single
- „Only Girl (In the World)” – wydano jako pierwszy singiel, tzw. „prowadzący” 10 września 2010 roku[77]. Piosenka trafiła do rozgłośni radiowych w Stanach Zjednoczonych 21 września 2010 roku[78][79]. Utwór otrzymał pozytywne recenzje za refren i wciągający beat[80]. Kompozycja uplasowała się na pierwszym miejscu w Stanach Zjednoczonych, Wielkiej Brytanii, Kanadzie, Australii, Austrii, Belgii (region waloński), Irlandii, Izraelu, we Włoszech, Nowej Zelandii, Norwegii i Słowacji, stając się do tej pory najlepiej notowanym singlem na świecie[81]. 13 lutego 2011 roku podczas Nagród Grammy w Staples Center, w Los Angeles singiel wygrał nagrodę w kategorii Najlepszy rekord dance[82].

- „What’s My Name?” – został wydany jako drugi oficjalny singiel z płyty, w którym gościnnie występuje Drake, kanadyjski raper. Oficjalna premiera odbyła się 25 października 2010 roku w amerykańskim radiu[83][84]. 29 października wydano utwór w formacie digital download na niektórych rynkach w Europie, a 1 listopada 2010 roku w Stanach Zjednoczonych[85]. Krytycy pochwalili utwór za najlepszy wokal Rihanny do tej pory oraz za romantyczny charakter utworu i uwodzicielski ton głosu. Kompozycja zadebiutowała na pierwszym miejscu Billboard Hot 100, stając się ósmym numerem jeden Rihanny na Hot 100[86][87], a „Only Girl (In the World)” jako dziewiąty utwór po dwóch tygodniach od „What’s My Name?” osiągnęło szczyt[88][89]. Wydarzenie to przeszło do historii, gdyż nigdy wcześniej nie zdarzyło się, żeby pierwszy singiel osiągnął numer jeden po drugim[90]. Na UK Singles Chart utwór uplasował się także na miejscu pierwszym, stając się zarazem pierwszym numerem jeden Drake’a[91].

- „S&M” – to trzeci międzynarodowy singiel, a czwarty amerykański z płyty, wydany 21 stycznia 2011 roku w amerykańskim radiu[92]. Utwór otrzymał mieszane recenzję, niektórzy negowali go za wykorzystanie seksualności w tekście, a pozostali chwali za wyróżniający się utwór na Loud[93]. Kompozycja została zremiksowana przez wielu DJ, jeden z remiksów z udziałem Britney Spears wydano 11 kwietnia 2011 roku[94]. Piosenka dotarła do miejsca pierwszego w Australii, Kanadzie i Stanach Zjednoczonych. Singiel stał się dziesiątym utworem, który uplasował się na szczycie Billboard Hot 100[95], dając Rihannie w najkrótszym czasie w historii najwięcej numerów jeden, przebijając tym samym rekord Mariah Carey[96].

- „California King Bed” – czwarty międzynarodowy singiel z płyty wydany 13 maja 2011 roku[97], a szósty amerykański. Utwór został wysłany do amerykańskiego radia Adult contemporary 16 maja 2011 roku. Krytycy pochwalili wokal Rihanny w piosence[55], a niektórzy porównali ją do piosenki zespołu Aerosmith „I Don’t Want to Miss a Thing”[37]. Piosenka zadebiutowała na pozycji czwartej w Australii i Nowej Zelandii[98][99], ósmej w Wielkiej Brytanii[100] i trzydziestej dziewiątej w Stanach Zjednoczonych[101].

- „Man Down” – wydano jako piąty międzynarodowy singiel na niektórych rynkach Europy, a 3 maja wysłano utwór do rozgłośni radiowych w USA[102][103][104]. Kompozycja otrzymała pozytywne recenzje, za powrót Rihanny do karaibskich korzeni. 9 kwietnia 2011 roku przed oficjalnym wydaniem utwór zadebiutował na osiemdziesiątym czwartym miejscu Billboard Hot R&B/Hip-Hop Songs[105], gdzie najwyżej dotarł do pozycji dziewiątej[106]. Piosenka uplasowała się także na pięćdziesiątym dziewiątym miejscu Hot 100 oraz na pierwszym we Francji, gdzie szczyt okupowała przez pięć kolejnych tygodni[107]. 11 lipca 2011 roku utwór wydano w formacie digital download w Danii, Holandii, Szwajcarii i Francji.

- „Cheers (Drink to That)” – Rihanna ogłosiła 24 lipca, że piosenka ta będzie siódmym singlem z Loud[108]. 2 sierpnia utwór wysłano do rozgłośni radiowych mainstream i rhythmic w Stanach Zjednoczonych[109]. Kompozycja zadebiutowała na siódmej pozycji Hot 100[110] i dwunastej Billboard Top 40 Mainstream[110].

### Single promocyjne
- „Raining Men”, kolaboracja z udziałem Nicki Minaj została wysłana do radia 7 grudnia 2010 roku jako trzeci singiel promujący wydawnictwo w Stanach Zjednoczonych[40]. Utwór ponownie został wydany 25 stycznia 2011 roku[92]. Kompozycja zadebiutowała na czterdziestej ósmej pozycji amerykańskiej listy Billboard Hot R&B/Hip-Hop Songs[111]. Kompozycja otrzymała mieszane recenzje. Utwór chwalono za chemię między Rihanną i Minaj a krytykowano za mało oryginalną[22].

### Inne notowane piosenki
- „Love the Way You Lie (Part II)” – po wydaniu Loud utwór ten z gościnnym udziałem Eminema uplasował się na pozycji dziewiętnastej Canadian Hot 100[112]. Piosenka ta jest kontynuacją „Love the Way You Lie” tyle, że w wersji tej to Rihanna pełni funkcję głównego wokalu. Krytycy pochwalili utwór, głównie za głos Barbadoski[113]. Piosenkarka po raz pierwszy wykonała utwór jako część wspólną z „What’s My Name?” i „Only Girl (In the World)” podczas 38 ceremonii rozdania nagród American Music Awards 21 listopada 2010 roku[114], a następnie na 53 gali Grammy 13 lutego 2011 roku jako część „I Need a Doctor” piosenki wykonywanej przez takich artystów jak: Eminem, Dr. Dre, Adam Levine z Maroon 5 i Skylar Grey[115].

- „Fading” krótko po wydaniu albumu uplasowało się na sto osiemdziesiątej siódmej pozycji UK Singles Chart[116]. Krytycy chwalili utwór za produkcję i porównywali go do piosenek Aaliyah i Faith Evans[117]. Kompozycja była wykonywana na niektórych koncertach w ramach trasy Loud Tour[118].

## Promocja

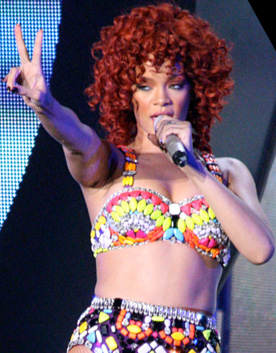
Rihanna w „Man Down”

30 października 2010 roku Rihanna wykonała po raz pierwszy „Only Girl (In the Girl)” i „What’s My Name?” w Ameryce Północnej podczas Saturday Night Live. Piosenkarka zaśpiewała „Only Girl” następnego dnia podczas jednego z odcinków siódmej serii brytyjskiego X Factora, a potem 7 listopada 2010 roku podczas MTV Europe Music Awards 2010, 9 listopada 2010 roku we włoskim X Factorze, 10 listopada podczas Le Grand Journal we Francji. 11 listopada 2010 roku Rihanna dała wywiad podczas The Graham Norton Show w Wielkiej Brytanii oraz także wykonała „Only Girl”. Przed amerykańskim wydaniem Loud piosenkarka wykonała „What’s My Name?” na placu Times Square, w Nowym Jorku, a następnego dnia w Late Show with David Letterman, także w Stanach. 17 listopada 2010 roku artystka wykonała dwa pierwsze single podczas Good Morning America. 21 listopada 2010 roku Rihanna otworzyła galę American Music Awards z „Love the Way You Lie (Part II)”, gdzie otrzymała statuetkę za Najlepszą wokalistkę Soul/R&B. Piosenkarka zaprezentowała także połączenie „Love the Way You Lie (Part II)”, „What’s My Name?” i „Only Girl (In the World)”.
11 grudnia 2010 roku Rihanna wróciła do brytyjskiego X Factora, gdzie zaśpiewała „Unfaithful” wraz ze zwycięzcą Mattem Cardlem, oraz solo „What’s My Name?”. Finał obejrzało piętnaście milionów widzów, a Rihanna została skrytykowana za zbyt uwodzicielski strój oraz zachowanie na scenie. 13 lutego 2011 roku podczas Nagród Grammy w 2011 roku wokalistka zaśpiewała razem z Drakiem „What’s My Name?”. 15 lutego 2011 roku artystka zaprezentowała „S&M” po raz pierwszy na Brit Awards 2011 oraz połączenie „Only Girl (In the World)” oraz „What’s My Name?”. Rihanna została zmuszona „złagodzić swój” spektakl przez producentów gali, gdzie wykonała tylko jedną zwrotkę „S&M” i refren, aby uniknąć skarg jak w przypadku występu podczas brytyjskiego X Factora. Artystka dała specjalny koncert podczas NBA All-Star Game 20 lutego 2011 roku, podczas którego zaśpiewała „Umbrella”, „Only Girl (In the World)”, „Rude Boy”, „What’s My Name?” (z Drakiem) i „All of the Lights” (z Kanye Westem).
3 kwietnia 2011 roku Rihanna wspólnie z wokalistką Sugerland, Jennifer Nettles wykonała „California King Bed” na Academy of Country Music. Piosenkarka zaprezentowała „California King Bed” w Amerykańskim Idolu, gdzie była gościnną jurorką oraz w Mediolanie, Paryżu i Hamburgu podczas kampanii Nivea. 22 maja 2011 roku na Billboard Music Awards wokalistka wykonała remiks „S&M” razem z Britney Spears. Wokalistka wykonała „S&M”, „Only Girl (In the World)”, „What’s My Name?” i „California King Bed” w Today (program telewizyjny NBC), programie NBC 27 maja 2011 roku.

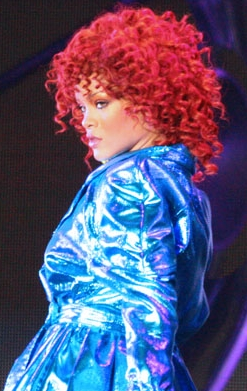
Rihanna podczas „Only Girl (In the World)”

### Trasa
Podczas australijskiej części Last Girl on Earth Tour Rihanna wykonała „Only Girl (In the World)”, „S&M”, „Love the Way You Lie (Part II)” i „What’s My Name?”. 9 lutego 2011 roku wokalistka ogłosiła, że w czerwcu rozpoczyna trasę koncertową. Trasa liczyła 101 show, 32 w Ameryce Północnej, 1 w Afryce, 4 w Południowej Ameryce i 64 w Europie. Piosenkarka wystąpiła dziesięć razy na Arenie O2 w Londynie. W wywiadzie z Ryanem Seacrestem w Amerykańskim Idolu, Rihanna wypowiedziała się na temat show: „Zaprojektowaliśmy scenę i mamy sekcję do zbudowania... gdzie fani będą mogli być rzeczywiście podczas show i na scenie i być bliżej niż kiedykolwiek wcześniej. To prawdziwe VIP”. Oryginalnie J. Cole i Cee Lo Green mieli supportować amerykańską trasę, jednak Green ostatecznie się wycofał. Drake, Jay-Z i Kanye West występowali odpowiednio w „What’s My Name?”, „Run This Town”, „All of the Lights” i „Umbrella”. Trasa otrzymała pozytywne recenzję jako „najlepsza dotychczas”. Jane Stevenson z Toronto Sun napisała, że „o dwie godziny dłuższa trasa miesza w życiu”, a Jon Brean ze Star Tribune, że „Barbadoska piosenkarka jest bardziej wizualna i wokalna, niż kiedykolwiek wcześniej”.

## Lista utworów
| Nr  | Tytuł                                                | Autorzy tekstów | Producenci          | Czas |
| --- | ---------------------------------------------------- | --- | ------------------- | ---- |
| 1.  | „S&M”                                                | Mikkel Eriksen, Tor Hermansen, Sandy Wilhelm, Ester Dean                                                                                              | StarGate, Sandy Vee | 4:04 |
| 2.  | „What’s My Name?” (gościnnie:Drake)                  | Hermansen, Eriksen, Tracy Hale, Dean | StarGate            | 4:23 |
| 3.  | „Cheers (Drink to That)”                             | Andrew Harr, Jermaine Jackson, Stacey Barthe, Laura Pergolizzi, Corey Gibson, Chris Ivery, Lauren Christy, Graham Edwards, Avril Lavigne, Scott Spock | The Runners         | 4:22 |
| 4.  | „Fading”                                             | Jamal Jones, Dean | Polow da Don        | 3:20 |
| 5.  | „Only Girl (In the World)”                           | Crystal Johnson, Eriksen, Hermansen, Wilhelm | StarGate, Sandy Vee | 3:55 |
| 6.  | „California King Bed”                                | Harn, Jackson, Priscilla Renea, Alex Delicata | The Runners         | 4:12 |
| 7.  | „Man Down”                                           | Shama Joseph, Timothy Thomas, Theron Thomas, Shontelle Layne                                                                                          | Sham                | 4:27 |
| 8.  | „Raining Men” (gościnnie: Nicki Minaj)               | Malvin Hough II, Rivelino Wouter, Timothy Thomas, Theron Thomas, Onika Maraj                                                                          | Mel & Mus           | 3:45 |
| 9.  | „Complicated”                                        | Christopher Stewart, Dean | Tricky Stewart      | 4:18 |
| 10. | „Skin”                                               | Kenneth Coby, Ursula Yancy | Soundz              | 5:04 |
| 11. | „Love the Way You Lie (Part II)” (gościnnie: Eminem) | Alexander Grant, Holly Hafermann, Marshall Mathers | Alex da Kid         | 4:56 |

| Japońskie bonusy |
| --- |
| 12. „Only Girl (In the World)” (The Bimbo Jones Radio) – 3:53 13. „Only Girl (In the World)” (CCW Radio Mix) – 3:44 |

| iTunes bonusy |
| --- |
| 12. „Love the Way You Lie” (Piano version) – 4:09 13. „Only Girl (In the World)” (Music video) – 4:15 14. „Only Girl (In the World)” (Mixin Marc & Tony Svejda Mix Show Edit) (Pre-order only) – 4:10 |

| Edycja deluxe bonus DVD |
| --- |
| 1. „The Making of Loud: Chapter 1” – 0:48 2. „The Making of Loud: Chapter 2 – Raining Men Recording Session” – 1:32 3. „The Making of Loud: Chapter 3 – Man Down Recording Sesson” – 1:40 4. „The Making of Loud: Chapter 4” – 0:30 5. „The Making of Loud: Chapter 5 – Live in NYC – Madison Square Garden” – 7:00 6. „The Making of Loud: Chapter 6 – Reb’l Fleur Photo Shoot” – 3:30 7. „The Making of Loud: Chapter 7 – Loud Album Art Photo Shoot” – 1:52 8. „The Making of Loud: Chapter 8 – Day One” – 3:39 9. „The Making of Loud: Chapter 9 – Day Two” – 2:48 10. „The Making of Loud: Chapter 10 – Credits” – 3:05 |

## Wydane formaty
Loud (Ultra Couture edition) [CD+DVD]
- Okładka deluxe podpisana przez Rihannę (litografia),
- Okładka o lepszej jakości,
- Edycja deluxe Loud [CD+DVD],
- „Making of Loud” (DVD),
- 20-stronicowa pełno wymiarowa książeczka.

Loud (Couture edition) [CD+DVD]
- Okładka deluxe z litografii,
- Okładka o lepszej jakości,
- Edycja deluxe Loud [CD+DVD],
- „Making of Loud” (DVD),
- 20-stronicowa pełno wymiarowa książeczka.

Loud (Deluxe edition) [CD+DVD]
- 11 standardowych utworów,
- Bonus DVD z „Making of Loud”,
- Zapakowana w digipak, zamiast w standardowe pudełko.

Wersja iTunes
- 11 standardowych utworów,
- „Love the Way You Lie” (Piano version) (Bonus track)
- „Only Girl (In the World)” (Music video) (Bonus track)
- „Only Girl (In the World)” (Mixin’ Marc & Tony Svejda Mix Show Edit)” (Pre-order only) (Bonus track)
- Komputerowa książeczka.

## Personel

### Muzycy
- Stacy Barthe – wokal wspierający
- Nuno Bettencourt – gitara
- Alex Delicata – gitara elektryczna, gitara akustyczna
- Eminem – wokal
- Eric England – bass
- Tor Erik Hermansen – instrumentacja
- Cri$tyle Johnson – wokal wspierający
- Priscilla Renea – wokal wspierający
- Rihanna – dyrektor artystyczny, dyrektor graficzny, dizajn, producent wykonawczy, wokal
- Theron Thomas – wokal wspierający

### Producenci
- Camilla Akrans – fotografia
- Veronika Bozeman – producent muzyczny, producent wokalu
- Leesa D. Brunson – A&R
- Noel Cadastre – asystent inżyniera dźwięku
- Bobby Campbell – asystent inżyniera dźwięku, asystent miksowania
- Ariel Chobaz – nagrywanie wokalu
- Cary Clark – inżynier
- Corey Shoemaker – inżynier
- Carol Corless – opakowanie
- Karin Darnell – make-up
- Ester Dean – producent muzyczny, wokal wspierający
- Mikkel S. Eriksen – inżynier, instrumentacja
- Jesus Garnica – asystent miksowania
- Chris Gehringer – mastering
- Josh Gudwin – nagrywanie wokalu
- Mariel Haenn – stylista
- Alex Haldi – dyrektor artystyczny, dizajn
- Inaam Haq – asystent inżyniera dźwięku
- Kuk Harrell – producent wokalu, nagrywanie wokalu
- Koby Hass Assistant – inżynier dźwięku
- Jaycen Joshua – miksowanie
- Brandon Joner – asystent inżyniera dźwięku
- Terese Joseph – A&R
- JP Robinson – dyrektor artystyczny, dizajn
- Rob Katz – asystent inżyniera dźwięku
- Alex da Kid – inżynier, producent muzyczny
- Karen Kwak – A&R
- Damien Lewis – asystent inżyniera, inżynier
- Dane Liska – asystent inżyniera dźwięku
- Erik Madrid – asystent miksowania
- Deborah Mannis-Gardner – sampling
- Scott Marcus – A&R
- Manny Marroquin – miksowanie
- Dana Nielsen – inżynier
- Ben O’Neill – asystent inżyniera
- Ciarra Pardo – dyrektor artystyczny, dyrektor graficzny, dizajn
- Christian Plata – asystent miksowania
- Polow da Don – producent muzyczny
- Antonio „L.A.” Reid – producent wykonawczy
- Antonio Resendiz – asystent inżyniera dźwięku
- Makeba Riddick – producent wokalu
- Evan Rogers – producent wykonawczy
- Chad „C Note” Roper – inżynier
- The Runners – producent muzyczny
- Brad Shea – asystent inżyniera dźwięku
- Noah Shebib – nagrywanie wokalu
- Stargate – producent muzyczny
- Ursula Stephen – fryzjer
- Jay Stevenson – inżynier
- Christopher „Tricky” Stewart – producent muzyczny
- Mike Strange – nagrywanie wokalu
- Carl Sturken – producent wykonawczy
- Phil Tan – miksowanie
- Bu Thiam – A&R
- Brian „B-Luv” Thomas – inżynier
- Marcos Tovar – miksowanie, nagrywanie wokalu
- Sandy Vee – inżynier, instrumentacja, miksowanie, producent muzyczny
- Jeff „Supa Jeff” Villanueva – inżynier
- Miles Walker – inżynier
- Kyle White Assistant – inżynier dźwięku
- Andrew Wuepper – inżynier
- Robert Zangardi – stylista

źródło: AllMusic

## Notowania i certyfikacje
| Listy (2010)                               | Najwyższe pozycje |
| ------------------------------------------ | ----------------- |
| Australia (ARIA Charts)                    | 3                 |
| Austria (IFPI)                             | 3                 |
| Belgia (Ultratop Flandria)                 | 4                 |
| Belgia (Ultratop Walonia)                  | 2                 |
| Chorwacja (HDU)                            | 14                |
| Czechy (IFPI)                              | 12                |
| Dania (Tracklisten)                        | 18                |
| European Top 100 Albums                    | 1                 |
| Finlandia (Finland’s Official List)        | 7                 |
| Francja (SNEP)                             | 3                 |
| Grecja (IFPI)                              | 10                |
| Hiszpania (PROMUSICAE)                     | 6                 |
| Holandia (MegaCharts)                      | 6                 |
| Irlandia (IRMA)                            | 1                 |
| Kanada (Canadian Albums Chart)             | 1                 |
| Meksyk (AMPROFON)                          | 17                |
| Niemcy (Media Control Charts)              | 2                 |
| Norwegia (VG-Lista)                        | 8                 |
| Nowa Zelandia (RIANZ)                      | 4                 |
| Polska (OLiS)                              | 4                 |
| Portugalia (AFP)                           | 11                |
| Stany Zjednoczone (Billboard 200)          | 3                 |
| Stany Zjednoczone (Top R&B/Hip-Hop Albums) | 1                 |
| Szkocja (OCC)                              | 1                 |
| Szwajcaria (Schweizer Hitparade)           | 1                 |
| Szwecja (IFPI)                             | 15                |
| Węgry (MAHASZ)                             | 6                 |
| Wielka Brytania (UK Albums Chart)          | 2                 |
| Wielka Brytania (UK Download Chart)        | 2                 |
| Wielka Brytania (UK R&B Chart)             | 1                 |
| Włochy (FIMI)                              | 11                |

| Listy (2011)                               | Najwyższe pozycje |
| ------------------------------------------ | ----------------- |
| Australia (ARIA Charts)                    | 2                 |
| Austria (IFPI)                             | 7                 |
| Belgia (Ultratop Flandria)                 | 3                 |
| Belgia (Ultratop Walonia)                  | 14                |
| Dania (Tracklisten)                        | 2                 |
| Francja (SNEP)                             | 7                 |
| Hiszpania (PROMUSICAE)                     | 6                 |
| Meksyk (AMPROFON)                          | 17                |
| Norwegia (VG-Lista)                        | 1                 |
| Portugalia (AFP)                           | 10                |
| Stany Zjednoczone (Billboard 200)          | 3                 |
| Stany Zjednoczone (Top R&B/Hip-Hop Albums) | 2                 |
| Szwajcaria (Schweizer Hitparade)           | 2                 |
| Szwecja (IFPI)                             | 15                |
| Wielka Brytania (UK Albums Chart)          | 1                 |
| Wielka Brytania (UK Download Chart)        | 1                 |
| Wielka Brytania (UK R&B Chart)             | 1                 |
| Włochy (FIMI)                              | 20                |

| Listy (2012)                               | Najwyższe pozycje |
| ------------------------------------------ | ----------------- |
| Francja (SNEP)                             | 25                |
| Stany Zjednoczone (Billboard 200)          | 93                |
| Stany Zjednoczone (Top R&B/Hip-Hop Albums) | 17                |
| Szwajcaria (Schweizer Hitparade)           | 84                |
| Wielka Brytania (UK Albums Chart)          | 19                |
| Wielka Brytania (UK Download Chart)        | 25                |
| Wielka Brytania (UK R&B Chart)             | 3                 |

| Notowania (2010)                  | Pozycja |
| --------------------------------- | ------- |
| Francja (SNEP)                    | 33      |
| Holandia (MegaCharts)             | 83      |
| Irlandia (IRMA)                   | 5       |
| Polska (OLiS)                     | 36      |
| Szwajcaria (Schweizer Hitparade)  | 21      |
| Wielka Brytania (UK Albums Chart) | 4       |
| Węgry (MAHASZ)                    | 62      |

| Notowania (2011)                           | Pozycja |
| ------------------------------------------ | ------- |
| Australia (ARIA)                           | 13      |
| Austria (IFPI)                             | 33      |
| Dania (Tracklisten)                        | 22      |
| Francja (SNEP)                             | 33      |
| Hiszpania (PROMUSICAE)                     | 31      |
| Holandia (MegaCharts)                      | 31      |
| Kanada (Canadian Albums Chart)             | 2       |
| Niemcy (MediaControl Charts)               | 32      |
| Stany Zjednoczone (Billboard 200)          | 9       |
| Stany Zjednoczone (Digital Albums)         | 8       |
| Stany Zjednoczone (Top R&B/Hip-Hop Albums) | 3       |
| Szwajcaria (Schweizer Hitparade)           | 6       |
| Wielka Brytania (UK Albums Chart)          | 6       |
| Węgry (MAHASZ)                             | 37      |

| Państwo           | Dostawca     | Status             |
| ----------------- | ------------ | ------------------ |
| Australia         | ARIA         | 2x platynowa płyta |
| Austria           | IFPI         | złota płyta        |
| Belgia            | IFPI         | platynowa płyta    |
| Brazylia          | ABDP         | platynowa płyta    |
| Dania             | IFPI         | platynowa płyta    |
| Europa            | IFPI         | 3x platynowa płyta |
| Francja           | SNEP         | platynowa płyta    |
| GCC               | IFPI         | złota płyta        |
| Hiszpania         | PROMUSICAE   | złota płyta        |
| Irlandia          | IRMA         | 5x platynowa płyta |
| Indonezja         | ASIRI        | platynowa płyta    |
| Japonia           | RIAJ         | złota płyta        |
| Kanada            | Music Canada | 3x platynowa płyta |
| Niemcy            | BMVI         | 3x złota płyta     |
| Nowa Zelandia     | RIANZ        | platynowa płyta    |
| Polska            | ZPAV         | 3x platynowa płyta |
| Rosja             | NFPF         | złota płyta        |
| Stany Zjednoczone | RIAA         | platynowa płyta    |
| Szwajcaria        | IFPI         | 2x platynowa płyta |
| Szwecja           | IFPI         | 2x platynowa płyta |
| Węgry             | MAHASZ       | złota płyta        |
| Wielka Brytania   | BPI          | 6x platynowa płyta |
| Włochy            | FIMI         | platynowa płyta    |

### Single
| „Only Girl (In the World)”                               | 2010 | 1  | 1  | 1  | 2  | 2  | 1  | 1 | 1 | 2  | 1  | 1  | - AUS: 5× platynowa płyta - GER: platynowa płyta - NZ: platynowa płyta - SWI: 2× platynowa płyta - UK: platynowa płyta - USA: 3× platynowa płyta | Loud |
| „What’s My Name?” (wraz z Drakiem)                       | 2010 | 18 | 13 | 5  | 16 | 12 | 3  | 3 | – | 13 | 1  | 1  | - AUS: platynowa płyta - NZ: platynowa płyta - SWI: złota płyta - UK: platynowa płyta - USA: 2× platynowa płyta                                  | Loud |
| „S&M”                                                    | 2011 | 1  | 4  | 1  | 3  | 2  | 3  | 2 | 1 | 2  | 3  | 1  | - AUS: 4× platynowa płyta - GER: złota płyta - NZ: platynowa płyta - SWI: platynowa płyta - UK: srebrna płyta - USA: 2× platynowa płyta          | Loud |
| „California King Bed”                                    | 2011 | 4  | 4  | 20 | 30 | 8  | 11 | 4 | 1 | 10 | 8  | 37 | - AUS: 2× platynowa płyta - NZ: złota płyta - SWI: złota płyta                                                                                   | Loud |
| „Man Down”                                               | 2011 | –  | –  | 63 | 1  | –  | –  | – | 4 | 9  | 54 | 59 | - SWI: złota płyta | Loud |
| „Cheers (Drink to That)”                                 | 2011 | 6  | –  | 6  | 64 | –  | 16 | 5 | – | 66 | 15 | 7  | - AUS: 2× platynowa płyta - NZ: platynowa płyta - USA: platynowa płyta                                                                           | Loud |
| „–” oznacza, że singel nie był notowany na danej liście. |      |    |    |    |    |    |    |   |   |    |    |    | |      |

## Historia wydania
| Kraj              | Data              | Format                       | Edycja                   | Wydawnictwo           |
| ----------------- | ----------------- | ---------------------------- | ------------------------ | --------------------- |
| Australia         | 12 listopada 2010 | CD, CD+DVD                   | Standardowa, deluxe      | Universal Music Group |
| Niemcy            | 12 listopada 2010 | CD, CD+DVD                   | Standardowa, deluxe      | Universal Music Group |
| Irlandia          | 12 listopada 2010 | digital download             | Standardowa              | Universal Music Group |
| Holandia          | 12 listopada 2010 | CD                           | Standardowa              | Universal Music Group |
| Francja           | 15 listopada 2010 | CD, CD+DVD                   | Standardowa, deluxe      | Universal Music Group |
| Nowa Zelandia     | 15 listopada 2010 | CD, CD+DVD                   | Standardowa, deluxe      | Universal Music Group |
| Portugalia        | 15 listopada 2010 | CD, CD+DVD                   | Standardowa, deluxe      | Universal Music Group |
| Filipiny          | 15 listopada 2010 | CD, CD+DVD                   | Standardowa, deluxe      | MCA Records           |
| Wielka Brytania   | 15 listopada 2010 | CD                           | Standardowa              | Mercury Records       |
| Stany Zjednoczone | 16 listopada 2010 | CD, CD+DVD, digital download | Standardowa, deluxe      | Def Jam Recordings    |
| Stany Zjednoczone | 16 listopada 2010 | CD, CD+DVD                   | Deluxe (Couture edition) | Def Jam Recordings    |
| Meksyk            | 16 listopada 2010 | CD                           | Standardowa              | Universal Music Group |
| Polska            | 19 listopada 2010 | CD                           | Standardowa              | Universal Music Group |
| Brazylia          | 30 listopada 2010 | CD                           | Standardowa              | Universal Music Group |
| Indonezja         | 2 grudnia 2010    | CD                           | Standardowa              | Universal Music Group |
| Japonia           | 19 stycznia 2011  | CD                           | Standardowa              | Universal Music Group |